# Gornje Orešje
Gornje Orešje – wieś w Chorwacji, w żupanii zagrzebskiej, w mieście Sveti Ivan Zelina. W 2011 roku liczyła 251 mieszkańców.